# Хај Хил (Мисури)
Хај Хил (енгл. High Hill) град је у америчкој савезној држави Мисури.

## Демографија
По попису из 2010. године број становника је 195, што је 36 (-15,6%) становника мање него 2000. године.
| Група             | 2000.       | 2010.       |
| Белци             | 222 (96,1%) | 186 (95,4%) |
| Афроамериканци    | 0 (0,0%)    | 0 (0,0%)    |
| Азијати           | 3 (1,3%)    | 4 (2,1%)    |
| Хиспаноамериканци | 0 (0,0%)    | 2 (1,0%)    |
| Укупно            | 231         | 195         |